# Testimony: Vol. 1, Life & Relationship
Testimony: Vol. 1, Life & Relationship è il terzo album discografico in studio della cantante statunitense India.Arie, pubblicato nel 2006. 

## Tracce
1. Intro: Loving – 1:30
2. These Eyes – 4:31
3. The Heart of the Matter – 5:15
4. Good Morning – 5:27
5. Private Party – 3:52
6. There's Hope – 3:56
7. Interlude: Living – 1:23
8. India'Song – 5:26
9. Wings of Forgiveness – 4:59
10. Summer – 3:14
11. I Am Not My Hair – 3:49
12. Skit: Great Grandmother – 0:34
13. Better People – 3:43
14. Outro: Learning – 1:32
15. I Choose – 4:45
16. This Too Shall Pass (traccia nascosta) – 5:52

## Singoli
- I Am Not My Hair (novembre 2005)
- There's Hope (giugno 2006)
- The Heart of the Matter

## Classifiche
| Classifiche (2006)                    | Posizione raggiunta |
| ------------------------------------- | ------------------- |
| Canada                                | 29                  |
| Stati Uniti                           | 1                   |
| U.S. Billboard Top R&B/Hip-Hop Albums | 1                   |